# Heinrich von Hofmann
Pour les articles homonymes, voir Hofmann.
Heinrich von Hofmann (né le 6 avril 1863 à Darmstadt et mort le 17 juillet 1921 à Bad Nauheim) est un lieutenant général prussien ainsi qu'un chef de corps franc.

## Biographie

### Origine
Ses parents sont l'ancien ministre-président de Hesse Karl von Hofmann (de) (1827-1910) et son épouse Cora Kekulé von Stradonitz (1835-1897). Le peintre Ludwig von Hofmann est son frère.

### Carrière militaire
Hofmann devient le 18 février 1913 commandant de la 41e brigade d'infanterie, qu'il commande après le déclenchement de la Première Guerre mondiale jusqu'au 23 novembre 1914. Il prend ensuite en charge la 4e division de cavalerie en tant que major général (depuis le 20 avril 1914) et la 195e division d'infanterie le 31 août 1916, avant de recevoir le commandement de la division de cavalerie de la Garde le 22 février 1918. Après la fin de la guerre et le rapatriement, Hofmann quitte le commandement le 6 décembre 1918. Il reçoit l'ordre Pour le Mérite le 12 novembre 1917 et les feuilles de chêne Pour le Mérite le 18 septembre 1918.
Hofmann commande ensuite jusqu'au 23 mars 1919 la division de fusiliers de cavalerie de la Garde, qui assassine Karl Liebknecht le 15 janvier 1919, le corps de tirailleurs de cavalerie de la Garde jusqu'au 16 janvier 1920 et la 3e division de cavalerie jusqu'au 3 juillet 1920, qui sont des corps francs. Il prend ensuite sa retraite en raison d'une grave maladie cardiaque.

### Famille
Il se marie avec la baronne Asta von Diepenbroick-Grüter (1875-1940). Le couple a des enfants, dont le fils Karl Heinz (né en 1905).